# Igor Holmstedt
Igor Erik Kasimir Holmstedt, född den 16 september 1912 i Viby församling, Örebro län, död den 24 augusti 1978 i Lidingö församling, Stockholms län, var en svensk politiker. 
Holmstedt avlade studentexamen i Karlstad 1931, reservofficersexamen 1933 och juris kandidatexamen i Uppsala 1939. Han var förste kurator vid Värmlands nation 1939, vice ordförande i Uppsala studentkår 1939 och ordförande i föreningen Heimdal 1939–1941. Holmstedt blev förbundsombudsman i Högerns ungdomsförbund 1941 och sekreterare i riksdagshögerns kansli 1943. Han blev kapten i Värmlands regementes reserv 1944. Holmstedt blev sekreterare i Handelns arbetsgivarorganisation 1946, direktörsassistent 1947 och biträdande direktör 1950. Han blev ordförande i drätselkammaren i Lidingö stad 1960. Holmstedt var ledamot av riksstudierådet för Studieförbundet Medborgarskolan 1943–1954. Han var hedersledamot av föreningen Heimdal och av Teatrarnas Riksförbund. Holmstedt vilar på Lidingö kyrkogård.